# Rigobert Bonne
Rigobert Bonne (Raucourt, 1727. − Pariz, 1795.), francuski matematičar, kartograf i hidrograf koji je djelovao u Parizu tijekom 18. stoljeća.
Godine 1772. zamijenio je J.-N. Bellina na mjestu kraljevskog kartografa na francuskom dvoru. Njegova djela cijenjena su zbog iznimne kvalitete u likovnom i tehničkom smislu, a opus mu se između ostalog sastoji i od šest velikih atlasa. Osobito se ističe po hidrografskim prikazima koja će biti nadmašena usponom engleske kartografije desetljećima kasnije.

## Opus
- Atlas maritime ou carte réduite de toutes les côtes de France (1762.)
- Petit Tableau de France (1764.)
- Atlas de toutes les parties connues du globe terrestre (1780.)
- Atlas Portatif (1783.)
- Atlas de Geographie Ancienne (1783.)
- Atlas Encyclopédique (1787.)
- Atlas moderne ou collection de cartes sur toutes les parties du globe terrestre par plusieurs auteurs (1791.)

## Poveznice
- Povijest kartografije